# Necum Teuch Bay
Necum Teuch Bay – zatoka (ang. bay) w kanadyjskiej prowincji Nowa Szkocja, w hrabstwie Halifax, na północny wschód od zatoki Sheet Harbour; nazwa urzędowo zatwierdzona 19 stycznia 1961.